# Masashi Nishiyama
Pour les articles homonymes, voir Nishiyama.
Masashi Nishiyama (西山将士, Nishiyama Masashi) est un judoka japonais né le 9 juillet 1985 à Shimonoseki. Il est médaillé de bronze olympique des poids-moyens (-90 kg).

## Palmarès

### Jeux olympiques
- Jeux olympiques de 2012 à Londres (Royaume-Uni) :
  -  Médaille de bronze en moins de 90 kg (poids moyens).